# 洛佩茲冰原島峰

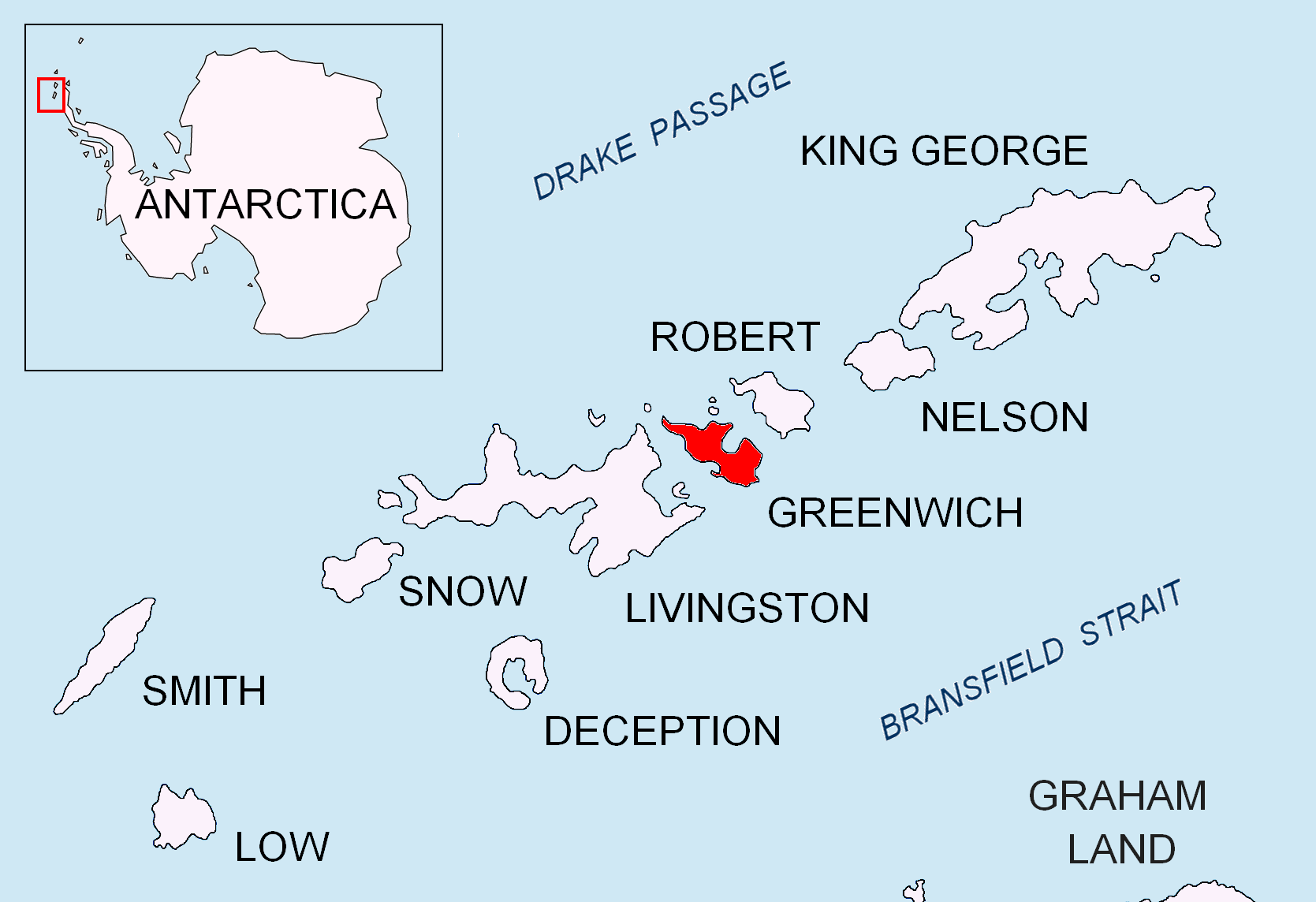

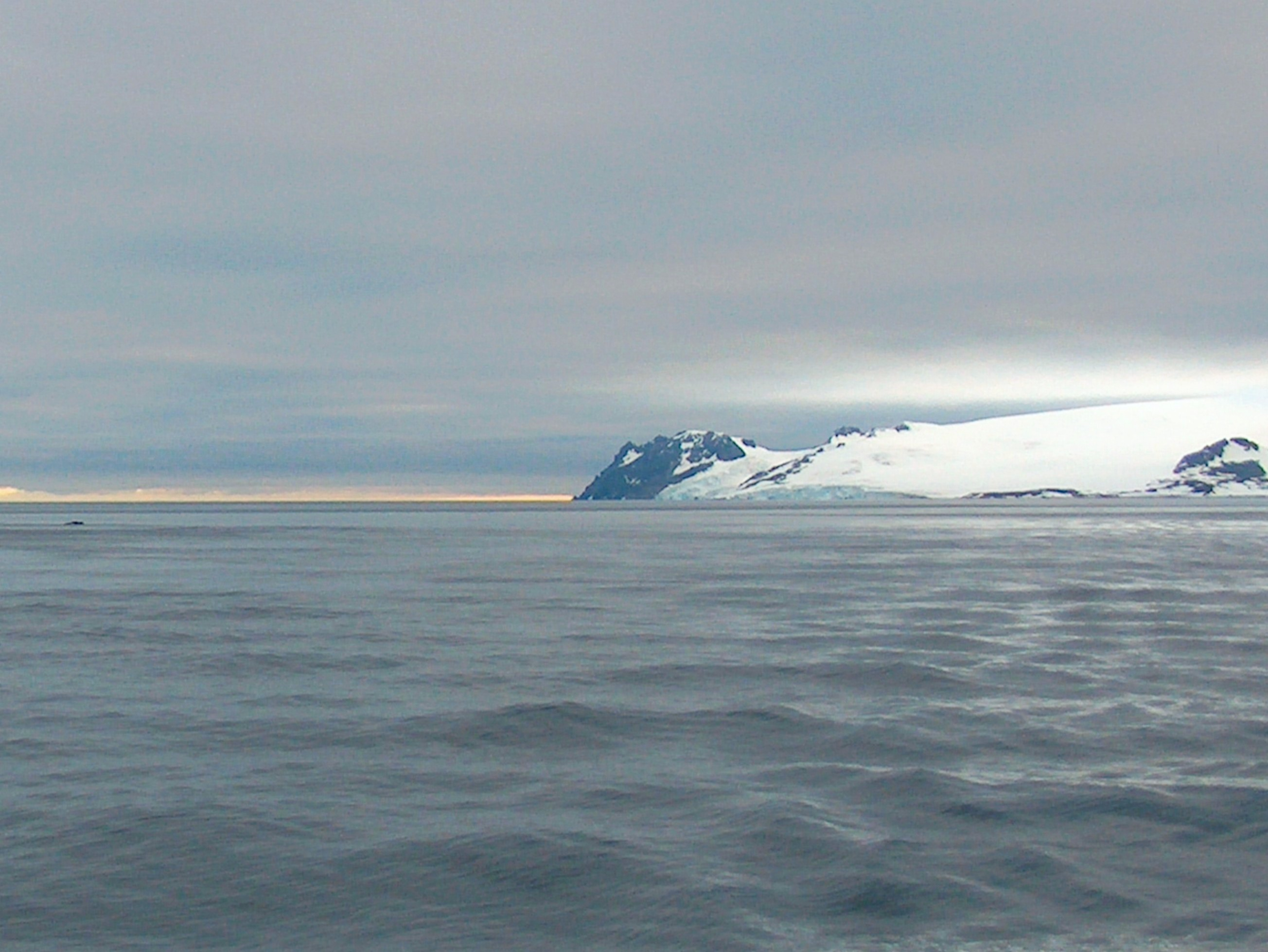

洛佩茲冰原島峰（英語：López Nunatak）是南極洲的冰原島峰，位於南設得蘭群島中格林尼治島的布雷茲尼克高地北端，處於博格丹嶺西北面4.38公里和盧梭峰東北面1.87公里，海拔高度275米。

## 外部連結
- Composite Antarctic Gazetteer（页面存档备份，存于）.

62°28′57.8″S 59°38′31″W / 62.482722°S 59.64194°W